# Санада Хіроюкі
Хіроюкі Санада (яп. 真田 広之, Санада Хіроюкі, нар. 12 жовтня 1960, Токіо, Японія) — японський актор.

## Біографія
Хіроюкі Санада народився в Сінагава, Токіо під ім'ям Хіроюкі Симосава. Займався в Japan Action Club під керівництвом легенди японського кіно Сонні Тіба, де і отримав свій псевдонім. Спочатку плануючи стати зіркою бойовиків, він присвятив себе всебічному вивченню бойових мистецтв, зокрема кіокушинкай карате. Закінчив Старшу школу Хорікосі.
Як актор, Санада вперше заявив про себе у фільмі Макото Вади «Mahjong Hourouki». Відносини Вади з Санадою можна порівняти з тандемом Джон Г'юстон — Гамфрі Боґарт, так як з тих пір Санада знімався в кожному фільмі Вади. Ці роботи пронизані гумором і ностальгічним духом класичного кіно.
У 80-х Санаду запросили в гонконзьке кіно. Він знявся в таких відомих фільмах, як «Ніндзя в лігві дракона» з Конаном Лі і «Королівські Воїни», де його партнерами були Мішель Єо і Майкл Вонґ.
За свою кар'єру Санада показує себе різнобічним актором, здатним однаково якісно зіграти у фільмі будь-якого жанру. Найвідомішими роботами актора є: перша частина самурайської трилогії Йодзі Ямади «Похмурий самурай», містичний трилер Хідео Накати «Дзвінок» і голлівудський дебют Санади — фільм Едварда Цвіка «Останній самурай», в головних ролях якого знялися Том Круз і Кен Ватанабе. Також Санада знявся у фільмах «Клятва» Ченя Кайге, «Біла графиня» Джеймса Айворі, «47 ронінів» Карла Рінша.
Крім кіно, Санада брав участь у багатьох театральних постановках, а також випустив кілька музичних альбомів. У 2000 році Санаду запросили в Royal Shakespeare Company, де він зіграв роль Блазня в п'єсі «Король Лір». За цю роль актор отримав Орден Британської імперії (MBE).
Хіроюкі Санада розлучений. Його колишня дружина — актриса Сатомі Тедзука. У них двоє дітей — Шоно (1991) і Хирато (1996).

## Фільмографія
| Рік       |   | Українська назва                  | Оригінальна назва                         | Роль                          |
| --------- | - | --------------------------------- | ----------------------------------------- | ----------------------------- |
| 1974      | ф | Кат                               | Chokugeki! Jigoku-ken                     |                               |
| 1978      | ф | Послання з космосу                | Uchu kara no messeji                      | Сіро                          |
| 1978      | с | Самурай сьогуна / Змова клану Ягю | Yagyû ichizoku no inbô / Shogun's Samurai |                               |
| 1979      | ф | Зрадники ніндзя                   | Sanada Yukimura no bouryaku               | Міесі Іса                     |
| 1979      | ф | Провал у часі                     | Sengoku jieitai                           | Такеда Кацуйорі               |
| 1979      | с |                                   | Uchu kara no messeji: Ginga taisen        |                               |
| 1980      | ф | Жахлива парочка                   | Tonda kappuru                             | Ісодзакі                      |
| 1980      | ф | Ніндзя сьогуна                    | Ninja bugeicho momochi sandayu            | Момоті Такамару               |
| 1981      | ф | Реінкарнація самурая              | Makai tenshô                              | Кірімару Іга                  |
| 1981      | ф |                                   | Bôkensha kamikaze                         | Акіра Хосіно                  |
| 1981      | ф |                                   | Moeru yusha                               | Джо                           |
| 1981      | ф |                                   | Swords of the Space Ark                   |                               |
| 1982      | ф | Річка Дотомборі                   | Dôtonborigawa                             | Куніхіко Ясуока               |
| 1982      | ф | Цап відбувайло                    | Kamata kôshinkyoku                        |                               |
| 1982      | ф | Війна ніндзя                      | Iga ninpôchô                              |                               |
| 1982      | с |                                   | Тінь воїнів 3                             | Kage no Gundan III            |
| 1982      | ф | Ніндзя в лігві дракона            | Long zhi ren zhe                          | Гембу                         |
| 1982      | ф | Ревіння вогонь                    | Hoero! Tekken                             |                               |
| 1983      | ф | Легенда про вісім самураїв        | Satomi hakken-den                         | Сінбей Масасі                 |
| 1984      | ф |                                   | Irodori-gawa                              | Joji Tanaka                   |
| 1984      | ф | Котаро поспішає на допомогу       | Kotaro makari-toru!                       |                               |
| 1984      | ф |                                   | Mahjong hôrôki                            | Bouya Tetsu                   |
| 1986      | ф |                                   | Inujini seshi mono                        | Shigesa                       |
| 1985      | ф | Кинджал Камуі                     | Kamui no ken                              | Дзіро                         |
| 1985      | с | Kage no Gundan: Bakumatsu hen     |                                           |                               |
| 1986      | ф | Кабаре                            | Kyabarê                                   |                               |
| 1986      | ф | Королівські воїни                 | Wong ga jin si                            |                               |
| 1987      | с | Мацудайра Тадатеру                |                                           |                               |
| 1987      | ф | Вірна смерть 4: Помста            | Hissatsu 4: Urami harashimasu             |                               |
| 1988      | с | Нью-Йоркська історія кохання      |                                           | Масахиро                      |
| 1988      | ф |                                   | Kaitô Ruby                                | Тору Хаясі                    |
| 1989      | ф |                                   | Docchini suruno                           |                               |
| 1990      | ф | Aoi Shingo                        | Shingo juuban shoubu                      |                               |
| 1990      | ф | Жовті ікла                        | Rimeinzu: Utsukushiki yuusha-tachi        | Haiyaku Eiji                  |
| 1991      | ф |                                   | Zoku Kamata kôshinkyoku: Ginchan ga iku   |                               |
| 1992      | ф | З Ода Нобунага                    | Oda Nobunaga                              |                               |
| 1993      | ф | Made in Japan                     | Bokura wa minna ikiteiru                  | Кейіті Такахасі               |
| 1993      | с | Шкільний учитель                  | Kôkô kyôshi                               | Такао Хамура                  |
| 1994      | ф | Бояки                             | Kowagaru hitobito                         |                               |
| 1994      | ф |                                   | Hero Interview                            | Цзінта тодорокіт              |
| 1994      | ф | Пік зради                         | Chûshingura gaiden: Yotsuya kaidan        | Такумінокамі Асано            |
| 1995      | ф |                                   | Abe ichizoku                              |                               |
| 1995      | ф | Сяраку                            | Sharaku                                   | Томбо                         |
| 1995      | ф | Схід зустрічає Захід              | East Meets West                           | Камідзе Кенкіті               |
| 1995      | ф | Екстрений виклик                  | Kinkyu yobidashi - Emâjenshî kôru         | Хідеюкі Харада                |
| 1998      | ф | Дзвінок                           | Ringu                                     | Рюдзи Такаяма                 |
| 1998      | ф | Спіраль                           | Rasen                                     | Рюдзи Такаяма                 |
| 1998      | ф | Вбивство на вулиці Д              | D-Zaka no satsujin jiken                  |                               |
| 1998      | с | Таблоїд                           | Tabuloido                                 | Тошіхіто Манабе               |
| 1998      | ф |                                   | Tadon to chikuwa                          | Асамі                         |
| 1999      | ф | Дзвінок 2                         | Ringu 2                                   | Рюдзи Такаяма                 |
| 1999      | ф | Близько опівночі                  | Mayonaka made                             | Кодзі                         |
| 2000      | ф | Перше кохання                     | Hatsukoi                                  | Син'ітіро Фудзікі             |
| 2001      | ф | Всі про наш будинок               | Minna no ie                               | буфетник                      |
| 2001      | ф | Чаклун                            | Onmyoji                                   | Досон                         |
| 2001      | ф | Помста на продаж                  | Sukedachiya Sukeroku                      | Сукероку Сукадетія            |
| 2001      | с | Неодружені сім'я                  | Hikon kazoku                              | Юсуке Матоба                  |
| 2002      | ф | Похмурий самурай                  | Tasogare Seibei                           | Сейбей Игути                  |
| 2003      | ф | Останній самурай                  | The Last Samurai                          | Удзіо                         |
| 2005      | с | Що новенького, Скубі-Ду?          | What's New, Scooby-Doo?                   | Ву                            |
| 2005      | ф | Есмінець без мети                 | Bôkoku no îjisu                           | Хісасі Сенгоку                |
| 2005      | ф | Біла графиня                      | The White Countess                        | Мацуда                        |
| 2005      | ф | Клятва                            | Wu ji                                     | генерал Гуанмін               |
| 2007      | ф | Пекло                             | Sunshine                                  | капітан «Ікара-II» Канеда     |
| 2007      | ф | Година пік 3                      | Rush Hour 3                               | Кендзі                        |
| 2007      | ф | Спіді Гонщик                      | Speed Racer                               | містер Муся                   |
| 2009      | ф | Місто фінального призначення      | The City of Your Final Destination        | Піт                           |
| 2010      | с | Загублені                         | Lost                                      | Доген                         |
| 2011—2012 | с | Помста                            | Revenge                                   | Сатоси Такеда                 |
| 2013      | ф | Росомаха                          | The Wolverine                             | Сінген Ясіда                  |
| 2013      | ф | Відплата                          | The Railway Man ( «Залізничник»)          | Такесі Нагасе                 |
| 2013      | ф | 47 ронінів                        | 47 Ronin                                  | каро Оісі Есио Кураносуке     |
| 2014      | с | Екстант                           | Extant                                    | Хідекі Яцумото                |
| 2014—2015 | с | Спіраль                           | Helix                                     | доктор Хіросі Гатаке          |
| 2015      | ф | Містер Холмс                      | Mr. Holmes                                | Таміко Умедзакі               |
| 2015      | ф | Посіпаки                          | Minions                                   | лиходій-сумоїст               |
| 2016      | с | Останній корабель                 | The Last Ship                             | Такахе                        |
| 2017      | ф | Життя                             | Life                                      | системний інженер Се Муракамі |
| 2018      | ф | Шпигунська гра                    | The Catcher Was a Spy                     | Кавабата                      |
| 2018      | с | Край «Дикий Захід»                | Westworld                                 | Мусасі                        |
| 2019      | ф | Месники: Завершення               | Avengers: Endgame                         | Акіхіко                       |
| 2020      | ф | Мінамата                          | Minamata                                  | Міцуо Ямазакі                 |
| 2021      | ф | Мортал Комбат                     | Mortal Kombat                             | Хандзо Хасаші / Скорпіон      |
| 2021      | ф | Армія мерців                      | Army of the Dead                          | мисливець Блай                |
| 2022      | ф | Швидкісний поїзд                  | Bullet Train                              | Такеші                        |
| 2023      | ф | Джон Вік 4                        | John Wick: Chapter 4                      | Шимадзу Козі                  |
| 2024      | с | Сьоґун                            | Shōgun                                    | лорд Йоші Торанага            |
| 2025      | ф | Мортал Комбат 2                   | Mortal Kombat 2                           | Хандзо Хасаші / Скорпіон      |

## Театр
| Рік            | Українська назва  | Оригінальна назва | Роль           |
| -------------- | ----------------- | ----------------- | -------------- |
| 1986 рік       | Ромео і Джульєтта | Romeo and Juliet  | Ромео Монтеккі |
| 1995-1998 роки | Гамлет            | Hamlet            | Гамлет         |
| 1999-2000 роки | Король Лір        | King Lear         | блазень        |